# Waverley (Dunedin)
Waverley est une banlieue de la cité de Dunedin, située dans l’île du Sud de la Nouvelle-Zélande.

## Toponymie
Elle doit son nom d’après Waverley, roman de Sir Walter Scott, premier roman d’une série connue sous le nom de Waverley Novels qui compte parmi les romans de langue anglaise les plus populaires et les plus lus du XIXe siècle. 

## Situation
La banlieue de Waverley est localisée à la partie proximale de la Péninsule d'Otago, à 2,4 km au sud-est du centre de la cité, sur une montée surplombant vers le nord, le mouillage d’Otago Harbour.

## Géographie
La banlieue est reliée avec le centre-ville de la cité de Dunedin par plusieurs rues, dont ‘Larnach Road’ est la plus importante . 
Celle-ci descend de la banlieue pour se relier avec ‘Marne Street’ sur la berge est de la crique d’Anderson's Bay. 
‘Marne Street’ est connectée avec la banlieue d’Anderson's Bay et de Musselburgh vers le sud et au nord avec la jetée, qui supporte ‘Portobello Road’ à partir de South Dunedin, le long de la berge nord de la péninsule d’Otago. 
D’autres routes notables relient Waverley et les autres banlieues comprenant:’Doon Street’, qui sinue en descendant la pente raide au-dessus du mouillage pour rejoindre Waverley avec Vauxhall au niveau de ‘Portobello Road’, et ‘McKerrow Street’, qui grimpe à partir du nord-est de Waverley pour rencontrer ‘Highcliff Road’ au niveau de l’extrémité nord de la banlieue de Shiel Hill.

## Histoire
La banlieue siège sur des terres, qui étaient la propriété d’un des premiers colons de Dunedin : le révérend Thomas Burns (en), dont la ferme laitière nommée « Grant Braes », était localisée là. 
La ferme fut dénommée pour la femme de Burns, dont le nom de jeune fille était Grant. 
Le bâtiment original de la ferme se dresse toujours là, entouré de façon incongrue par des maisons modernes et la zone de Waverley tout près de l’extrémité nord de Belford Street est toujours connue par le nom à peine amendé de Grants Braes. 
Aujourd‘hui, le nom est mieux connu comme étant le nom de l’équipe locale de football, association Grants Braes AFC (en), dont le siège est localisé ici à 2 km vers le sud-est au niveau de Ocean Grove.

## Vauxhall
La petite banlieue de  Vauxhall entoure la banlieue de Waverley sur 2 de ses côtés siégeant en un point, qui est juste en dehors de l’indentation de Anderson's Bay Inlet vers le sud-ouest de  Waverley et sur le chemin de Portobello Road, qui suit la ligne de côte du mouillage de Otago Harbour. 
Ce trajet suit un tracé pratiquement droit de la route elle-même, qui est habitée de façon parsemée aussi loin que jusqu’au « Vauxhall Yacht Club », puis s’incurve autour d’une petite baie avant d’atteindre «Burns Point » au point le plus au nord de Vauxhall. 
Waverley continue à suivre la pente supérieure de «Burns Point», mais la route de la côte elle-même est très peu peuplée à ce niveau jusqu’à la localité de The Cove, qui est à 1,6 km vers l’est. 
Dans les premières années de Dunedin, la tête des falaises surplombant l’indentation de ‘Anderson's Bay Inlet’, était le site d’une aire de loisir colorée et notoire nommée le « Vauxhall Gardens». 
Ouverte lors du pic de la ruée vers l'or du centre d'Otago en 1862 et nommée pour le jardin de Vauxhall à Londres, le jardin était l’idée originale du riche  Henry Farley, qui dépensa la somme astronomique de 10 000 £ pour sa construction.
Le site de 23 acres (9,307769766 ha), comprenait un gymnase, un kiosque à musique, une aire de danse et un chemin de fer en funiculaire. 
La ménagerie contenait des koalas, des kangaroos, des vautours et des Diable de Tasmanies. 
Le jardin était très populaire, mais aussi bien connu pour les chahuts et les parties de boissons ainsi que pour la prostitution. 
Le jardin n’a pas survécu à la fin de la ruée vers l’or et fut fermé en 1870.
Aucune trace n’en reste aujourd‘hui . 
Le terrain fut segmenté et aujourd’hui Vauxhall est une banlieue résidentielle calme.
Deux bâtiments notables siègent dans l’étendue des berges du mouillage au niveau de Vauxhall. 
Le « Vauxhall Yacht Club» est abrité dans un bâtiment moderne à l’extrémité sud de la petite baie, qui siège immédiatement au sud de «Burns Point». 
Derrière lui, au centre de la côte de la baie, au pied de ‘Doon Street’, est située la « White House », initialement connue comme «Dandie Dinmont». 
Ce bâtiment fut la propriété de William Larnach (en) et occupé par lui durant la construction de Larnach Castle (en).
L’intention de Larnach était de transformer la maison en hôtel, l’hôtel Dandie Dinmont, mais ses plans ne se réalisèrent jamais. 
Le bâtiment est resté en l’état et négligé pendant de nombreuses années mais en 2009 a bénéficié d’une restauration majeure.

## Éducation
- Grant's Braes School est une école mixte, assurant le primaire, allant de l’année 1 à 6, avec un taux de décile de 10  avec 7 salles de classe et un effectif de 263 enfants.

L’école fut ouverte en 1950 .
- Rotary Park School, une école, qui avait précédemment un taux de décile 10, mais fut fermée en 2012, après la chute des effectifs [3].